# Maurice Bonanet
Maurice Dieudonné Bonanet, né le 22 septembre 1960, est un homme politique burkinabè.
Il est ministre  de l’Environnement et du Tourisme d'avril 1989 à juin 1991, chargé de mission à la présidence du Faso de 1997 à 2002 sous la présidence de Blaise Compaoré. Il est aussi de 2002 à 2012 député à l’Assemblée nationale.
Il est ministre de l’Urbanisme et de l’Habitat du 12 janvier 2016 au 10 janvier 2021 où il est remplacé par Bénéwendé Stanislas Sankara.

## Biographie
Il est marié et père de quatre enfants.